# Trdnjava Monserrate
Trdnjava Monserrate (portugalsko Fortim de Monserrate) je vojaška utrdba v Salvadorju, Bahia v Braziliji. Znana je tudi kot mala utrdba Gospe Monserratske (portugalsko Fortim de Nossa Senhora de Monserrate). Od izgradnje do 19. stoletja je bila znana kot Forte de São Felipe (Utrdba svetega Filipa). Trdnjava Monserrate je bila zgrajena med koncem 16. in zgodnjim 17. stoletjem na polotoku Itapagipe. Je »ena redkih brazilskih trdnjav, ki je ohranila prvotni videz iz poznega 16. stoletja«. Trdnjava stoji nad cerkvijo in samostanom Gospe Monserratske, eno najstarejših cerkvenih struktur v Braziliji. Nacionalni inštitut za zgodovinsko in umetniško dediščino (IPHAN) je trdnjavo leta 1938 uvrstil med zgodovinske zgradbe.

## Zgodovina
Trdnjavo Monserrate je zgradil že generalni guverner Manoel Teles Barreto, med letoma 1583 in 1587 in letom 1609, ko se pojavi v poročilu Dioga de Campos Morena. Bila je ena od štirih zabeleženih trdnjav tega obdobja, ki je vključevala stolp svetega Alberta (Torres de Santo Alberto), ki so zdaj izgubljeni; stolp svetega Jakoba (Torres de Santiago) v Água de Meninos, zdaj spremenjen v trdnjavo; in drugo različico Forte de Santo Antônio da Barra. Trdnjava Monserrate ima skupen načrt z drugo različico utrdbe svetega Antona iz Barre. Njeno zasnovo pripisujejo Bacciu de Filicaii, rojenemu v Toskani, ki je služil pod Franciscom de Souso (1591-1602).

### 19. stoletje
SOUZA (1885) poroča, da je bil leta 1809 opremljen z devetimi topovi. Domneva se, da je ta avtor temeljil na "Mnenju o utrdbi prestolnice" brigadirja Joséja Gonçalvesa Leãoa, predsednika odbora, ki ga je tistega leta pooblastil guverner Bahie, da je predlagal dela, potrebna za obrambo polotoka in recôncavo.
Med Sabinado (1837-1838) so ga zasedli uporniki. V odgovor je cesarska mornarica 13. marca 1838 poslala silo šestdesetih marincev v štirih čolnih s fregate Imperial Marinheiro, ki so se 13. marca 1838 poskušali izkrcati na plaži Boa Viagem, kar je bilo odvrnjeno z močnim topniškim in strelnim ognjem. Naslednji dan je utrdba utrpela pomorsko blokado s strani Imperial Marinheiro, korvete Regeneração in brika Três de Maio. Istočasno je na kopnem oddelek brazilske vojske zaključil obleganje položaja, ki se je pod legalističnim navzkrižnim ognjem vdal.

### Od 20. stoletja do danes
Trdnjava je bila popravljena leta 1883 in v času prve svetovne vojne leta 1915, leta 1926 pa jo je vojno ministrstvo obnovilo na zahtevo takratnega guvernerja zvezne države Bahia Francisca de Góis Calmona (1924-1928), ko je ohranila svoje prvotne značilnosti.
Zgodovinsko mesto Monte Serrat / Boa Viagem (cerkev in utrdba) je od leta 1957 uvrščeno na seznam nacionalne zgodovinske in umetniške dediščine. Objekte trdnjave je takrat zasedal SRMB iz Vojska 6. regije. V 1980-ih je gostila brazilskih amaterskih radijskih postaj, sekcijo Bahia Lige.
Upravlja ga 6. vojaška regija brazilske vojske in je bila obnovljena, od leta 1993 pa je v njem Muzej orožja, v katerem je javnosti izpostavljeno različno strelno orožje, vključno s topovi. Njen garnizon je oblečen v zgodovinske uniforme 1. pehotnega polka Bahie kot del projekta oživitve zgodovinskih trdnjav Salvadorja, ki ga vodi sekretariat za kulturo in turizem v sodelovanju z vojsko.

## Opis
Trdnjava Monserrate je zgradba v obliki nepravilnega mnogokotnika s krožnimi stolpi na vogalih, ki jih pokrivajo kupole. Ima kurtine in ne bastijone, ki so bili zgrajeni pozneje. Struktura je imela 6 stolpov, dva pa sta bila porušena v 18. stoletju. Trdnjava je imela nekoč dvižni most med rampo in nasipom. Na brežini, na strani vhodnih vrat, je vidna dvonadstropna stavba, v kateri so servisni objekti (komandna hiša, vojašnica, Casa da Palamenta in drugi) in cisterna.

## Zaščiten status
Nacionalni inštitut za zgodovinsko in umetniško dediščino (IPHAN) je leta 1957 uvrstil trdnjavo Monserrate med zgodovinske zgradbe.